# Hirtshalsbanen
Hirtshalsbanen är en järnväg som går mellan Hjørring och Hirtshals i Region Nordjylland i Danmark. Den ägs av Nordjyske Jernbaner, som i sin tur till större delen ägs av Nordjyllands Trafikselskab, ett region- och kommunägt bolag.

## Trafik
Det går tåg ungefär en gång per timme och riktning. Det förekommer enstaka genomgående tåg Skagen–Frederikshavn–Hjørring–Hirtshals.
Fordonen är av typ Siemens Desiro, en dieselmotorvagn. Restiden är cirka 20 minuter på den 16 kilometer långa banan.

## Historik
Banan byggdes efter första världskriget delvis som ett arbetslöshetsprojekt. Det fanns planer på att bygga den österut från Hjørring via Vellinghøj och Tversted till Aalbæk vid Skagensbanen och en sidobana Vellinghøj–Hirtshals. Hirtshals var då en mycket liten ort med en obetydlig hamn, men orten har sedermera kraftigt växt. Skagen var den stora hamnen och järnvägen dit gick och går ännu en omväg via Frederikshavn med behov av vändning av tåg. Det blev till slut enbart en järnväg till Hirtshals i samband med hamnbygge där. Godstransporterna med järnväg till hamnen upphörde 2005 och spåret till hamnen togs bort i slutet av 2007.